# Salticoidus kaddumiorum
Salticoidus kaddumiorum Wunderlich, 2008 è una specie di ragni fossili del sottordine Araneomorphae.
È l'unica specie del genere Salticoidus, che è l'unico genere della famiglia Salticoididae

## Descrizione
La famiglia è di incerta attribuzione nell'ambito degli Araneomorphae; per alcune caratteristiche ricorda i ragni appartenenti alla famiglia Hersiliidae.

## Distribuzione
Si tratta di una famiglia estinta di ragni le cui specie ad oggi note sono state scoperte nell'ambra della Giordania. Esse risalgono al Cretaceo.

## Tassonomia
A febbraio 2015, di questa famiglia fossile è noto un solo genere, composto da una sola specie:
- Salticoidus Wunderlich, 2008d †, Cretaceo
  - Salticoidus kaddumiorum Wunderlich, 2008 †, Cretaceo